# Albatros D.VII
Albatros D.VII – niemiecki dwupłatowy eksperymentalny samolot myśliwski z okresu I wojny światowej, zaprojektowany i zbudowany w niemieckiej wytwórni Albatros-Werke GmbH w Berlinie. Z powodu niewielkiej poprawy osiągów w stosunku do używanych w Luftstreitkräfte myśliwców maszyna nie weszła do produkcji seryjnej.

## Historia
W 1917 roku w zakładach Albatros-Werke GmbH zbudowano prototyp samolotu myśliwskiego, napędzanego silnikiem Benz Bz.IIIb. Konstruktorzy firmy kolejny raz powrócili do układu dwupłatu, wykorzystując skrzydła o jednakowej cięciwie, z kadłubem o typowej dla Albatrosa konstrukcji półskorupowej. Zmieniono też obrys usterzenia na zbliżony do zastosowanego w modelu C.XV. Po raz pierwszy w tej wytwórni do napędu samolotu myśliwskiego zastosowano 8-cylindrowy silnik w układzie V. Oblatany w sierpniu 1917 roku samolot wykazywał dobrą prędkość poziomą i prędkość wznoszenia, lecz słabszą zwrotność w stosunku do używanych w Luftstreitkräfte myśliwców. Problemy z dostawą silników i brak zainteresowania ze strony Inspektoratu Wojsk Powietrznych spowodowały, że maszyna nie weszła do produkcji seryjnej.

## Opis konstrukcji i dane techniczne
Albatros D.VII był jednosilnikowym, jednoosobowym dwupłatem myśliwskim z kadłubem o konstrukcji półskorupowej. Długość samolotu wynosiła 6,61 metra, a rozpiętość skrzydeł 9,32 metra. Lotki na obu płatach, połączone ze sobą za pomocą zastrzałów. Masa pustego płatowca wynosiła 630 kg, zaś masa startowa – 885 kg. Wysokość samolotu wynosiła 2,68 metra. Napęd stanowił chłodzony cieczą 8-cylindrowy silnik widlasty w układzie V Benz Bz.IIIb o mocy 143 kW (195 KM). Prędkość maksymalna samolotu wynosiła 204 km/h, zaś długotrwałość lotu 2 godziny. Maszyna osiągała pułap 2000 metrów w czasie 7 minut.
Prototyp uzbrojony był w dwa stałe karabiny maszynowe LMG 08/15 kalibru 7,92 mm.